# 今夜、世界からこの涙が消えても
『今夜、世界からこの涙が消えても』（こんや、せかいからこのなみだがきえても）は、一条岬による小説。
2020年2月に発売され、2022年7月に映画化された『今夜、世界からこの恋が消えても』の続編。前作で物語の鍵を握る人物となった綿矢泉を中心に、泉の抱えている「忘れられない恋」や後輩の男子学生と不器用ながらも新たな恋愛に踏み出す姿が描かれる。

## 製作
作者の一条岬は本作について「これは映画の脚本に感銘を受け、あらためて世に送り出したいと思った作品です。恋を超え、涙を超え、もう一人の主人公が不器用ながらも大切な何かを手に入れる話。映画の鑑賞と合わせて、是非ご覧いただければと思います。」とコメントしている。

## あらすじ
大学生の綿矢泉は、高校時代に親友・日野真織の恋人であった神谷透に対して密かに片思いをしていた。その思いは今でも忘れられない恋となっている。
そんなある日、大学の後輩の成瀬透から告白され、「私を本気で好きにならないこと」を条件に告白を受け入れる。そして「恋人ごっこ」のような感じでデートを兼ねるが、やがて泉から交際を解消してしまう。
その後、成瀬は泉が読んでいる雑誌で新設された賞の写真部門に「神谷透」の名で「終氷」という作品を応募し受賞する。写真部門の受賞祝賀会で再会し、再び成瀬から告白された泉は、後日「絶対に、私より長生きして」という願いとともに告白を受け入れる。

## 登場人物
綿矢泉（わたや いずみ）
大学2年生。真織の親友。
大学の後輩・成瀬から告白されて交際を始め、一旦交際を解消するが、再度の告白を受け入れている。
早苗が選考委員を務める文学賞に、神谷透のことを書いた小説で投稿5度目（5年目）にして受賞を果たしている。
成瀬透（なるせ とおる）
大学1年生。泉に人生で初めての一目惚れをし、泉に告白し「恋人関係」となり、一旦解消されるが再度告白する。
泉が小説を応募している賞の写真部門に「神谷透」の名で「終氷」という作品を応募し受賞する。
日野真織（ひの まおり）
高校2年の5月に事故に遭い「前向性健忘」を患い、その後約3年間の記憶を失っている。
高校卒業後2年目の現在、記憶障害からは回復し、予備校に通い、受験勉強をしている。
その後、泉とは別の大学だが無事合格することになり、泉とはかけがえのない親友であり続ける。
神谷透（かみや とおる）
故人。心臓病で急逝している。真織の恋人。泉の密かな初恋（片思い）の相手でもあった。
泉が神谷の遺志を継いで、悩みながらも真織の日記から透のことを消去している。
写真には以前から興味を持っており、いつか本格的に始めたいと思っていた。
神谷早苗（かみや さなえ）
芥河賞を受賞した小説家で、ペンネームは「西川景子」。神谷透の姉。泉のことは妹のように思っている。
選考委員を務める賞の写真部門で本名ではなく、「神谷透」の名前で応募した受賞候補者がいたため、事情を確認している。
桜井（さくらい）
成瀬の中学時代の写真部の先輩。
有名な写真コンテストで多数優秀賞を受賞しており、成瀬の公募作品の写真について親身に指導をしてくれる。

## 書誌情報
- 今夜、世界からこの涙が消えても（2022年6月24日発売、メディアワークス文庫、ISBN 978-4-04-914466-6）